# كليف ماركل
كليف ماركل (بالإنجليزية: Cliff Markle)‏ هو لاعب كرة قاعدة أمريكي، ولد في 3 مايو 1894 في Dravosburg, Pennsylvania ‏ في الولايات المتحدة، وتوفي في 24 مايو 1974 في تيمبل سيتي في الولايات المتحدة.

## وصلات خارجية
- كليف ماركل على موقعبيزبول رفرنس.كوم (الدوري الرئيسي) (الإنجليزية)
- كليف ماركل على موقعبيزبول رفرنس.كوم (الدوري الثانوي) (الإنجليزية)